# جريسينانو دي أفيرسا
جريسينانو دي أفيرسا (بالإيطالية: Gricignano di Aversa)‏ هي كومونا في مقاطعة كزرتة في منطقة كمبانية الإيطالية، وتقع على بعد 15 كيلومترا (9 ميل) شمال نابولي و113 كيلومترا (8 ميل) جنوب غرب كزرتة.